# فاي يوبريغا
بلدية فاي يوبريغا (بالإسبانية: Vall-llobrega) هي بلدية تقع في مقاطعة جرندة التابعة لمنطقة كتالونيا شمال شرق إسبانيا.

## الديموغرافيا
بلغ عدد سكان بلدية فاي يوبريغا 877 نسمة عام 2011 (وفقاً للمعهد الوطني الإسباني للإحصاء).
| 295 | 358 | 452 | 655 | 778 | 853 | 877 |